# Lhok Sialang Cut
Lhok Sialang Cut is een bestuurslaag in het regentschap Aceh Selatan van de provincie Atjeh, Indonesië. Lhok Sialang Cut telt 340 inwoners (volkstelling 2010).